# Södra Hammaren
Södra Hammaren är ett naturreservat i Arboga kommun i Västmanlands län.
Området är naturskyddat sedan 1920 och är 11 hektar stort. Reservatet ligger väster om en delvis igenväxt vik i norra Hjälmaren och består av lövskog ned lind, ek, lönn, asp, björk och ask.